# 송시우
송시우 (宋治雨; 1993년 8월 28일 ~ )는 대한민국의 축구 선수이다. 포지션은 공격수이다. 현재 K리그2의 경남 FC 소속이다.

## 클럽 경력
2016년 K리그 클래식 인천 유나이티드에 자유계약으로 입단하였다.
4월 9일, 홈에서 열린 성남전에 교체투입되며 프로 데뷔전 치렀다. 4월 13일 전북 원정 경기에서 역시 교체투입되었는데, 후반전 추가 시간 케빈이 떨구어준 헤딩을 받아 왼발로 천금같은 동점골을 골문 상단으로 꽂아넣었다. 이 골로 인천은 시즌 첫 승점을 획득할 수 있었다. 4월 16일에 열린 수원전에서도 후반전 추가시간에 극적인 동점골을 넣으며 인천의 승점 1점 획득에 기여하였다. 6월 11일 수원과의 원정경기에서 후반전 추가시간에 득점에 성공했지만 팀은 아쉽게 비겼다. 7월 3일 제주전에서도 교체 투입되었고, 1:0으로 뒤지고 있던 상황에서 후반 종료 직전 동점골을 넣으며 인천의 패배를 막았다. 이후 추가 시간에 김대중이 추가골까지 넣으면서 팀은 2대 1로 역전승을 하였다. 데뷔 첫 시즌을 보내는 신인이지만 좋은 모습을 보이며 팬들에게 강렬한 인상을 남기고 있으며, 특히 경기 종료 직전 득점에 성공하는 모습을 여러차례 보이며 시우타임이라는 별명을 얻게 되었다.
2018년 8월, 상주 상무에 입대했다.
2020시즌을 앞두고 상주 상무에서 제대하여 원 소속팀인 인천 유나이티드로 복귀했다. 2020년 8월 22일 열린 수원 삼성 블루윙즈와의 리그 경기에서 인천 복귀 이후 첫 골을 기록했다.
2023년 6월 23일, K리그2의 서울 이랜드 FC로 임대 이적했다.